# 18823 Zachozer
18823 Zachozer (1999 NS20) là một tiểu hành tinh vành đai chính được phát hiện ngày 14 tháng 7 năm 1999 bởi nhóm nghiên cứu tiểu hành tinh gần Trái Đất phòng thí nghiệm Lincoln ở Socorro.